# Aly & AJ
Aly & AJ (von 2009 bis 2015: 78violet) ist ein US-amerikanisches Popmusik-Duo aus Torrance, bestehend aus den Geschwistern Alyson Renae Michalka „Aly“ und Amanda Joy Michalka „AJ“. Sie sind ferner Songwriterinnen als auch Schauspielerinnen, deren Karriere bei Disney begann.

## Werdegang
Ihren ersten Hit in den Vereinigten Staaten konnten sie 2005 mit dem Song Rush feiern, der in den US-Billboard-Charts bis auf Platz 59 kam. Es folgten zwei weitere Chartsingles, bevor sie Ende 2007 ihren bislang größten Hit mit dem Potential Breakup Song hatten. Er kam in USA in die Top 20 und konnte auch in Großbritannien bis auf Platz 22 vorstoßen.

## Diskografie
Alben
- 2005: Into the Rush
- 2006: Acoustic Hearts of Winter
- 2007: Insomniatic
- 2017: Ten Years
- 2019: Sanctuary
- 2021: A Touch of the Beat Gets You Up on Your Feet Gets You Out and Then Into the Sun

Singles
- 2005: Rush
- 2006: Chemicals React
- 2006: Greatest Time of Year
- 2007: Potential Breakup Song (UK: Silber)
- 2008: Like Whoa
- 2017: Take Me
- 2018: Good Love
- 2019: Church
- 2019: Don’t Go Changing
- 2020: Attack of Panic
- 2020: Joan of Arc on the Dance Floor
- 2020: Slow Dancing
- 2021: Listen!!!
- 2021: Pretty Places

Soundtracks
- 2005: Ice Princess
- 2005: Now You See It
- 2006: The Santa Clause 3
- 2007: Thee Game Plan
- 2009: Do You Believe in Magic